# Újlaskafalu
Újlaskafalu  (horvátul: Novi Čeminac, szerbül: Нови Чеминац, németül: Neu-Laschkafeld) falu Horvátországban, Eszék-Baranya megyében. Közigazgatásilag Laskafaluhoz tartozik.

## Fekvése
Eszéktől légvonalban 13, közúton 18 km-re északra, községközpontjától 2 km-re délnyugatra Baranyában, a Drávaszög területén, Laskafalu, Kácsfalu és Ölyves között fekszik.

## Története
A régészeti leletek tanúsága szerint területe már ősidők óta lakott. A Zágrábi Régészeti Múzeum szakemberei 2014-ben és 2015-ben végeztek feltárásokat a Jauhov salašnak nevezett lelőhelyen, ahol számos őskori, ókori és középkori leletet találtak. Az őskori leletek a kőrézkor és a bronzkor több szakaszát képviselik. Külön kiemelendők közülük a bronzkori pannóniai mészberakásos kerámiák. Az ókori leletek az i. e. 1. századból, valamint a 2. és 3. századból származnak. Külön érdekességnek számítanak a népvándorlás kori leletek, mintegy húsz lakóépület és 11 sír, az első ilyen jellegű leletek a Horvát Köztársaság területén, melyek az 5. században itt élt keleti germán népességhez köthetők. Késő középkori leleteket is találtak a helyszínen, mely arra utal, hogy a hely a török hódításig biztosan lakott volt.
A mai település a 19. század közepén keletkezett a dárdai uradalom területén, Schaumburg-Lippe herceg birtokán. A laskafalvi népesség növekedésével nem volt elég hely a házak építéséhez, így 1856 körül a németek új települést kezdtek építeni a Dárda és Kácsfalu közötti út mentén. A harmadik katonai felmérés térképén a település „Neu Laskafeld” néven található. A település az első világháború után az új szerb-horvát-szlovén állam, majd később (1929-ben) Jugoszlávia része lett. 1941 és 1944 között ismét Magyarországhoz tartozott, majd a háború után ismét Jugoszlávia része lett. A második világháború végén a német lakosság nagy része elmenekült a partizánok elől. Az itt maradtakat a kommunista hatóságok kollektív háborús bűnösökké nyilvánították, minden vagyonuktól megfosztották és munkatáborba zárták. Az életben maradtakat később Németországba és Ausztriába telepítették ki. 1945-ben a település teljesen lakatlan volt. 1946-ban az ország különböző részeiből hoztak ide szerb családokat, valamint a horvát Zagorjéból szállítottak ide teljesen elszegényedett horvát családokat, akik megkapták az elűzött németek házait. Az 1991-es népszámlálás adatai szerint 537 főnyi lakosságának 49%-a szerb, 37%-a horvát, 5%-a jugoszláv nemzetiségű volt. A településnek 2011-ben 319 lakosa volt, akik többségben mezőgazdasággal foglalkoztak.

## Lakossága
| Lakosság változása | Lakosság változása | Lakosság változása | Lakosság változása | Lakosság változása | Lakosság változása | Lakosság változása | Lakosság változása | Lakosság változása | Lakosság változása | Lakosság változása | Lakosság változása | Lakosság változása | Lakosság változása | Lakosság változása | Lakosság változása |
| ------------------ | ------------------ | ------------------ | ------------------ | ------------------ | ------------------ | ------------------ | ------------------ | ------------------ | ------------------ | ------------------ | ------------------ | ------------------ | ------------------ | ------------------ | ------------------ |
| 1857               | 1869               | 1880               | 1890               | 1900               | 1910               | 1921               | 1931               | 1948               | 1953               | 1961               | 1971               | 1981               | 1991               | 2001               | 2011               |
| 0                  | 168                | 0                  | 0                  | 243                | 288                | 0                  | 0                  | 251                | 190                | 263                | 442                | 387                | 537                | 390                | 319                |

(1880-ban, 1890-ben, 1921-ben és 1931-ben lakosságát Laskafaluhoz számították.)

## Gazdaság
A településen hagyományosan a mezőgazdaság és az állattartás képezi a megélhetés alapját.

## Oktatás
A tanulók a laskafalvi Matija Gubec általános iskolába járnak.

## Sport
- NK Novi Čeminac labdarúgóklub
- ŠRU „Štuka” sporthorgász klub

## Egyesületek
UŽ Novi Čeminac nőegyesület